# Ардијан Бујупи
Ардијан Бујупи (алб. Ardian Bujupi; Приштина, 27. април 1991) албанско-немачки је певач и текстописац.
Као млад се преселио у Немачку и од тада тамо живи. Постао је познат на немачком говорном подручју након што је освојио треће место у осмој сезони музичког такмичења Deutschland sucht den Superstar. Музику снима и на немачком и на албанском језику, а најпознатије песме су му „Andiamo” и „Na jena njo”.

## Биографија
Рођен је 27. априла 1991. године у Приштина, у тадашњој Социјалистичкој Федеративној Републици Југославији. У раној младости, његова породица је избегла у Хајделберг, у Немачкој, како би избегли прогон Албанаца након распада Југославије.
Године 2011. био је на аудицији за осму сезону музичког такмичења Deutschland sucht den Superstar, где је извео „Und wenn ein Lied” групе Söhne Mannheims пред жиријем који су чинили: Дитер Болен, Фернанда Брандао и Патрик Нуо. Након што је прошао све неопходне кругове, стигао је до полуфинала, те завршио на трећем месту 30. априла 2011. У децембру 2012. покушао је да представља Албанију на Песми Евровизије 2013. године, након учешћа на фестивалу за избор песме Албаније са песмом „I çmendur për ty”, али није победио.
Само неколико месеци након освојеног трећег места у немачком такмичењу, објавио је свој први сингл „This Is My Time”, написан на енглеском језику, који је постао хит на радију и друштвеним медијима. Касније је објавио „Rise to the Top” и „I'm Feeling Good”, који су такође остварили велики успех као и његов први сингл. Кренуо је на турнеју одмах након што је објавио прве песме. Највише је наступао у Немачкој и Швајцарској, а касније и на Косову и Метохији и у Албанији. Позван је да наступи у такмичењу The X Factor Albania како би промовисао свој сингл.
Касније је постао популаран на територијама на којима се говори албански, те објавио „Want U Now”. Сингл је остварио комерцијални успех, а затим и постао једна од најслушанијих песама лета.

## Дискографија
Студијски албуми
- (2011)
- (2015)
- (2017)
- (2019)
- 10 (2021)
- (2022)